# Kotlice-Kolonia
Kotlice-Kolonia (prononciation [kɔˈtlit͡sɛ kɔˈlɔɲa]) est un village de la gmina de Miączyn, du powiat de Zamość, dans la voïvodie de Lublin, situé dans l'est de la Pologne.
Il se situe à environ 25 kilomètres à l'est de Zamość (siège du powiat) et 96 kilomètres au sud-est de Lublin (capitale de la voïvodie).
Sa population s'élevait à 103 habitants en 2006.

## Administration
De 1975 à 1998, le village est attaché administrativement à l'ancienne voïvodie de Zamość.

Depuis 1999, il fait partie de la nouvelle voïvodie de Lublin.